# Danza de los chapetones

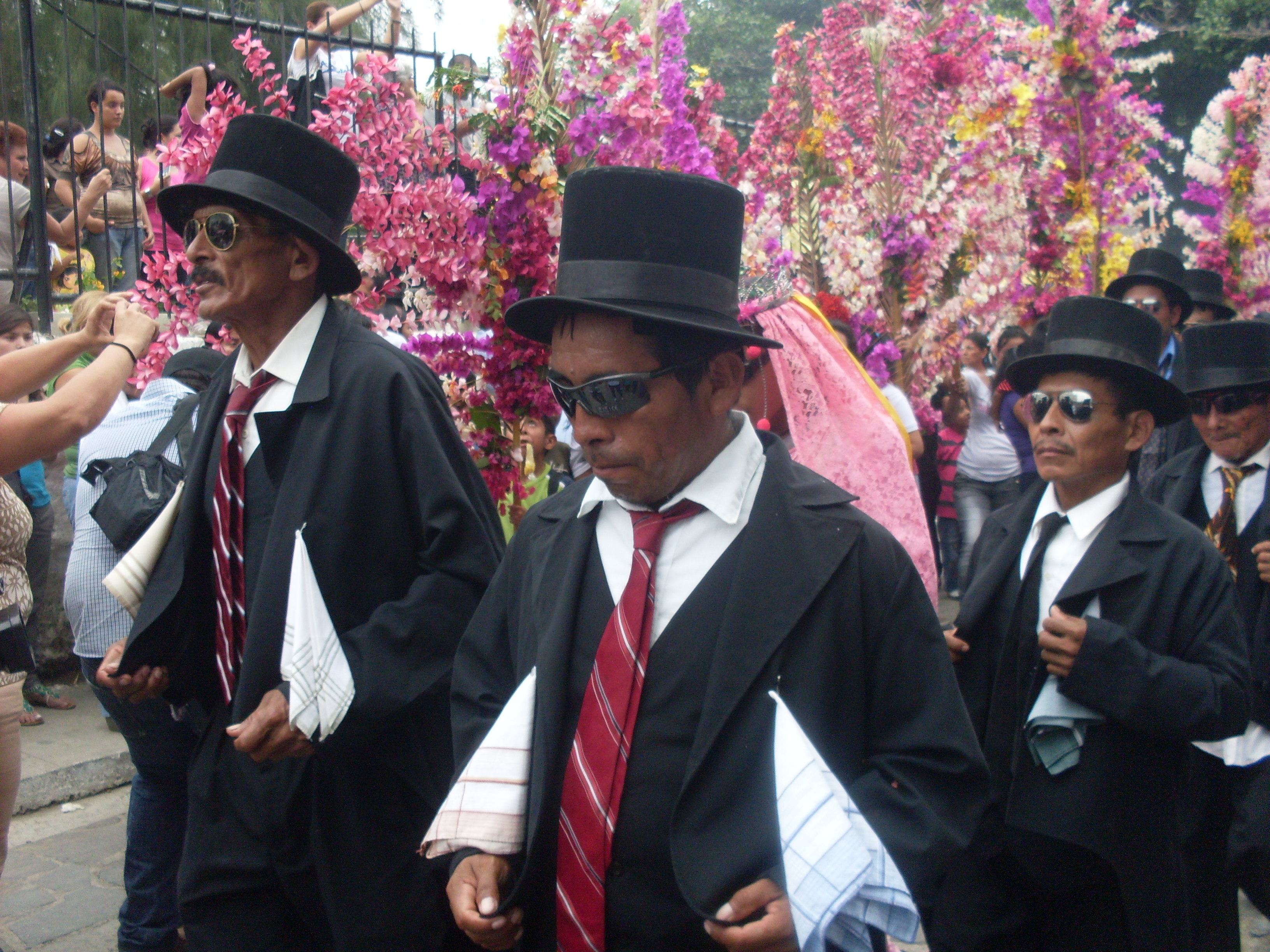
Los Chapetones durante la celebración de las flores y las palmas en Panchimalco.

Los chapetones es una danza tradicional de la población de Panchimalco en El Salvador. Tiene lugar en la celebración de la Santa Cruz de Roma del 12 al 14 de septiembre, y el 7 de octubre, en honor de la virgen del Rosario. Asimismo se representa a inicios del mes de mayo, durante la Procesión de las Palmas, para darle más realce a este evento. Se realiza también en el Ecuador.

## Desarrollo
La danza representa la boda entre doña Lucrecia de Castilla y don Tomás Reynol, con asistencia de cancilleres de lugares como Colombia, Japón, China, Argentina y otros. Es una sátira de los modales burgueses españoles de la época. Los danzantes se toman de las manos o entrelazan sus brazos. Son llamados caballeros y van ataviados con camisa blanca, corbata, chaleco y paraguas.
La danza se compone de seis melodías: Paso doble, Repartición,Contradanza, Son de la niña o pañuelado y Bellas mengalas del rey don León.
El siguiente es un fragmento a recitar por los danzantes:
" Y que les parece señores caballeros y se conquistan a las mujeres que acaban de lavar ropa 
,
y dice que cosa impresiona si pudiera
yo casarme con niña Lucrecia de Castiya,
ofreciéndole mis candelas aunque no las tenga aquí
pero mandaré un correo a la ciudad de Uropa
que me traiga mis monedas para p
| # | vestimenta |  |  |
| - | ---------- |  |  |
|   |            |  |  |
|   |            |  |  |
|   |            |  |  |

“ Me parece muy bien señor cabayero”.
| # | vestimenta | tipo de danza | pasos |
| - | ---------- | ------------- | ----- |
| 1 | chaleco    | flocorica     |       |
| 2 | pantalón   |               |       |
| 3 | camisa     |               |       |